# Emir Bajrami
Emir Bajrami, född 7 mars 1988 i Pristina i provinsen Kosovo i dåvarande SFR Jugoslavien, är en svensk fotbollstränare och tidigare spelare av albanskt ursprung.

## Karriär

### Tidiga år
Bajramis familj flyttade till Sverige 1992 och han växte upp i Köping där hans moderklubb Köping FF ligger. Han kom till den allsvenska klubben IF Elfsborg inför säsongen 2006 och spelade där som vänsterfotad mittfältare. Bajrami blev i sina yngre år uttagen till svenska ungdomslandslaget i bandy och spelade även ishockey men valde att satsa på fotboll istället.

### Karriären tar fart
Bajramis karriär tog fart i IF Elfsborg innan han spelade för Sveriges U21-landslag i U21-EM 2009 och gjorde sin landslagsdebut i A-laget den 20 januari 2010 mot Oman. Första landslagsmål i kom i den fjärde landskampen, mot Skottland 11 augusti 2010, bara en vecka efter hans ligadebut för FC Twente.
Bajrami vann SM-guld 2006 med Elfsborg.

### Utlandsproffs
Den 25 maj 2010 skrev Bajrami på för den nyblivna holländska mästarklubben FC Twente. Övergångssumman avslöjades inte av klubbarna, men tidningen Expressen påstod att övergångssumman var 35 miljoner kronor med möjlighet till ytterligare upp till 15 miljoner kronor beroende på speltid samt en vidareförsäljningsklausul om 25 procent. Aftonbladet menade att övergångssumman var "kring 30 miljoner kronor" med ytterligare betalt beroende på Bajramis prestationer. Övergångssumman är en av de större för allsvenska klubbar. Bajramis personliga kontrakt uppgavs vara 3–4 säsonger samt en årslön runt motsvarande 7 miljoner kronor. Den 10 juli 2012 blev Bajrami utlånad till AS Monaco av FC Twente.

### Åter i Sverige
I mars 2015 återvände Bajrami till IF Elfsborg. Efter säsongen 2018 meddelade Bajrami att han avslutade sin spelarkarriär. I april 2019 gjorde han comeback i division 5-klubben Tvärred/Vegby FC. Bajrami gjorde tre mål på sex matcher under säsongen 2019. Totalt gjorde han fyra mål på 10 matcher för klubben.

## Tränarkarriär
Inför säsongen 2020 blev Bajrami anställd som assisterande tränare i IF Elfsborg. Inför säsongen 2021 återgick han till en roll som tränare i ungdomslagen. Inför följande säsong återvände Bajrami till rollen som assisterande tränare i IF Elfsborg.
I juni 2024 blev Bajrami anställd som assisterande tränare i skotska Aberdeen till Elfsborgs tidigare huvudtränare Jimmy Thelin. I januari 2025 lämnade han klubben.

## Meriter
- SM-guld 2006 (dock för lite speltid för medalj)
- Landskamper: både A och U21 (inklusive U21-EM 2009)

## Seriematcher och mål
- 2006: 1 / 0 - (IF Elfsborg)
- 2007: 14 / 1 - (IF Elfsborg)
- 2008: 28 / 5 - (IF Elfsborg)
- 2009: 27 / 6 - (IF Elfsborg)
- 2010: 13 / 2 - (lämnade Elfsborg efter omgång 14)
- 2010/2011: 21 / 1 – (FC Twente)
- 2011/2012: 22 / 4 - (FC Twente)
- 2012/2013: 9 / 1 - (AS Monaco)